# Universal Studios: Theme Parks Adventure
Universal Studios Theme Parks Adventure (ユニバーサル — スタジオ — 日本 Yunibāsaru sutajio tēma kōen adobenchā?) — видеоигра 2001 года, разработанная компанией Kemco для Nintendo GameCube.

## Мини-игры
- Animation Celebration — во время разговора с дятлом Вуди Вудпекером игрок выбирает игру или уровень.
- The Universal Studios Quiz — игра на знание сюжета фильмов студии. Пройдя эту мини-игру откроются два скрытых уровня. Ответив на все вопросы, игрок также получает Красную марку (англ. Red Stamp).
- 15 Puzzle — игрок должен собрать паззл на основе картинке, изображённой в верхнем правом углу за наименьшее количество действий. Для игры предусмотрено три различных параметра паззла — 3x3, 4x4 и 5x5.
- Concentration — игрок должен найти пару одинаковых картинок за наименьшее количество попыток и в кратчайший срок.

## Уровни
Игрок принимает участие в аттракционах, созданных по мотивам известных фильмов студии:
- Назад в будущее (англ. Back to the Future: The Ride)
- Обратная тяга (англ. Backdraft, 1991)
- E.T. — Инопланетянин (англ. E.T. Adventure)
- Челюсти (англ. Jaws)
- Парк Юрского периода (англ. Jurassic Park: The Ride)
- Водный мир (англ. Waterworld)
- Дикий, дикий Вест (англ. The Wild Wild Wild West)

## Отзывы
| Сводный рейтинг | Сводный рейтинг |
| Агрегатор       | Оценка          |
| --------------- | --------------- |
| GameRankings    | 34,47 %         |

В основном, игра получила негативные отзывы. Сайт IGN присвоил ей 3 балла из 10, а в рецензии отмечается ужасная графика и скучный сюжет (англ. terrible graphics and is very boring).